# كلب دلماسي
كلب دلماسي أو الدلمشن أو كلب دلماطي أو الكلب المرقش (بالإنجليزية:  Dalmatian)‏ هي سلالة من الكلاب كبيرة الحجم، تشتهر بفروها الأبيض الفريد المميز ببقع سوداء أو بلون بني داكن. استخدم الدلماسي كلب صيد، ولجر العربات عندما عرفه الإنسان أول مرة أيضًا. تعود أصول هذه السلالة إلى كرواتيا ومنطقتها التاريخية دلماسية.

## التاريخ والأصل
تاريخَ الدلماسي مجهولُ، يختلف الخبراء بالنسبة إلى بلد المنشأ لهذا الجيلِ. الذي عرف في بلدة تدعى دلماسية في يوغسلافيا وسابقاً النمسا، لذلك سُميِّي دلماسي. وجد حَفر من اليُونان القَديمَة يُصوّرُ كلب مرقّط (منقط) يركض وراء العرباتَ. له قدرة على التَدريب و العديد مِنْ المهاراتِ القديمةِ التي يَمتلكُها هذا الجيلِ من الكلاب. جرى الدلماسيُ وسَبقَ ورَكضَ تحت حافلاتَ جوّالةَ وكان يقوم بحمايتها مِنْ قُطاعِ الطرق. كانت هذه الحيوانات الأليفةَ تَنَامُ بجانب الخيولَ في الإسطبلات تحْرسُ ممتلكات سيدها. من الناحية التاريخية، الدلماسي استعملَ ككلبٍ محطّة الإطفاء، وكمؤدّي سيرك، ولمهماتِ الإنقاذَ والبحث، ولتَعْقّب والاسْتِرْجاع. مؤخراً، كَسب هذا النوع المنقّطِ من الكلاب شعبيةً واسعة كأحد أنسالِ هوليود المفضّلة. و سجّلَ نادي بيت الكلب الأمريكيِ الدلماسيِ أوّل مرة في 1888م .

## الخصائص

### المظهر
إنّ الدلماسي كلب متوسط الحجم مَع جسم أملس وعضلي. إنّ تعبيرَ وجهه يعد أحد أدوات التواصل والإدراك لديه. كما أن لهذا النوع جلد يمثل معطف سميك قصير يقع قريب من الجسمِ. تكون البُقَع على جسمه سوداء أو بنية محمرّة ومستديرة. يبدأون بالظُهُور بعد نحو إسبوعان مِنْ العُمرِ. الجمع بين هذه الألوانِ مع بعض لَيست مقبولةَ لكلابِ العروضِ والمسابقات. إنّ قمةَ رأسِ الدلماسي مسطحةُ. الآذان مثلثية ومتدلية بالرأسِ تَصِلُ تقريباً إلى قاعِ الخدِّ. الدلماسي لَهُ عيونُ زرقاءُ أَو بنية. الجمع بين هذه الألوانِ مقبول. الأنف يَجِبُ أَنْ يَكُونَ نفس لونِ البُقَع.

### الجسم
يتراوح وزن الذكر بين 34 و71 باوند (12 إلى 32 كغ)، وطوله يتراوح بين 21 إلى 26 انش (53 إلى 66 سم)، أما الانثى فتراوح وزنها بين 36 إلى 53 باوند (16 إلى 24 كغ)، وبالنسبة للطول فيتراوح من 18 إلى 25 انش(46 الي 64 سم).

### اللون
- الفراء ابيض والنقط سوداء موزعه على الجسم بطريقه منظمه نوعا ما ولكن قلما يتطابق كلبان.
- وهناك اللون الأبيض والنقط لونها بني.
- وهناك لون ثالث وهو نادر جدا ويحدث فيه تداخل جيني يجعله ثلاثي الالوان أي اللون ابيض والبقع بنيه وسوداء، وان وجد هذا اللون فهو يجعل من سعر الكلب مرتفعا للغايه نظرا لندرته.

ملحوظه هامة: كلاب الدلماسي تولد بيضاء اللون ثم تظهر البقع بعد ولادتها بايام.

### الشكل العام
- الرأس متوازنه مع الجسم والطول طبيعي والجلد فيها مشدود،
- الاذن متدليه اسفل الراس ولا تنتصب ابدا،
- العين مستديرة وفي المنتصف لايوجد بها جحوظ ولا تكون غائره، لونها ازرق أو بني غامق، وعادة اللون الأزرق للأعين نجده في الدلماسي المنقط بالبني، العين لامعة وشكلها يوحي بذكاء الكلب.
- الجسم عضلي متناسق والارجل مستقيمه والكلب يقف على خف قدميه والعظام قويه والجزء الخلفي من الارجل متساوي في الزاوية مع الجزء الامامي،
- الحركة خفيفه ورشيقه ومتوازنه جدا وله قوة دفع واضحه اثناء المشي قادمة من الارجل الخلفية القوية مما يجعل له منظر رياضي جدا في المشية،
- الذيل قوي ومتوسط الطول وسميك من الاعلى، وينزل في تناسق إلى الاسفل ليصبح رفيع، وتوجد خصلة من الشعر قصيرة في نهايته.
- شعر الدلماسي املس وقصير وملتصق بالجلد.

## صفاته

### سلوكه
يتمتع بصفات مميزة، وهي سهولة تعبيره عن نفسه وحركته النشطة الدائمة، وحبه للوثب العالي جدا، كذلك هو ذو طبع ودود للغاية وذكي وحذر., يمتاز أيضا الدلماسي بانه متعدد الاستخدامات ويصلح في جميع الأغراض بما فيها الصيد الذي يبرع فيه بصوره رئيسية، لأنه يمتاز بالسرعة في الجري، علاوة على قوة التحمل كما ذكر من قبل.

### الشخصية
إنّ الدلماسيَ نشيط مشهورُ ومحبوب، يحمى مالكه حتى الموت. بينما لا ينبح الا في الضرورة، الدلماسي قَدْ ينبح عندما يَقترب الغرباءَ. وهو متلهّفُ عادة لإسعاد مالكِه مع ذلك هو لَيسَ ودّودَاً كثيرا مَع الناسِ الذي لا يَعْرفهم أَو لا يَأتمنهم. فهو كلب عائلي جيد. يُمْكِنُ أَنْ يتعامل جيداًً مَع الأطفال والحيوانات الأليفةِ الأخرى، إذا تعارفوا. جراء. هذا النوع يَتمتّعُ بالنشاط ويَحبُّ المشي الطويلِ أَو الرَكْض في ساحة كبيرة. بَعْض المالكين يَذْكرونَ بأنّ الدلماسيَ فضوليُ ويَحْبّ الإسْتِكْشاف ولكنه يكره الظلام.

### النظافة
هو كلب نظيف بالفطرة ويحب النظافة، من السهل علي صاحبه أيضاً أن يقوم بتنظيفه وقيادته. تمشيط جسده يومياً يقلل من الشعر الذي يتساقط منه. قد يبدو «متعالياً علي الغرباء» لكنه ودود لأصحابه والأسرة التي يعيش بينها. مرح ودائماً تجده يضحك وسعيد.

### التدريب
إنّ الدلماسيَ كلبُ ذكيُ ويَتعلّمُ بسهولة. ويَعتبرُ سهل للتَدْريب ولكنه كثير الحركة فيحتاج بمساحة كبيرة للتدريب والركض

### معلومات اخري
الدلماسي قَدْ يبدى مزيج فضولى من ابتسامة وزمجرة، الزمجرة فيها تكون الشفاه مسْحَوبُه وتَبتعدُ عن الأسنانِ باحكام. هذا التعبيرِ إشارةُ لمزاج اللعب.

## الصحة والمخاطر الصحية

### الصحة
تعتبر كلاب الدلماسي نسبيا صحية وسهلة للحفاظ على صحتها. مثل السلالات الأخرى، الكلب معرض للاصابه بمشاكل صحية معينة محددة التكاثر، الصمم، والحساسية والحصيات البولية، النمو الشاذ للورك (الذي يؤثر علي 4.6 فقط) نادي الدلماسية الأمريكية يسرد متوسط عمر الدلماسي في الفترة ما بين 11 و13 عاما، على الرغم من بعض يمكن أن يعيش 15 إلى 16 سنة، كل من الذكور والإناث يعانون توتنهام العظام والتهاب المفاصل.

### مشروع تحسين نسل الدلماسي
بدأ مشروع تحسين نسل الدلماسي في عام 2005. والهدف من المشروع هو الحفاظ على وتحسين سلالة الدلماسية عن طريق تربية الكلاب الوالدين مع الصفات التالية:
- التمثيل الغذائي العادي
- السمع
- الودية مع الاشخاص والثقة بالنفس

جميع الجراء في مشروع التحسين ينحدرون من خط الدكتور روبرت Schaible. اليوم وهو المكان الوحيد في العالم الذي ينجب جراء خالية من خلل التمثيل الغذائي التي يمكن أن تؤدي إلى مشاكل في المسالك البولية.

### تساقط الشعر وعضة الثلج
شعراتهم البيضاء القصيرة ستكون ملحوظة بسهولة على ملابسِكِ وأثاثِكِ. تَمشيط الدلماسيِ مرَّة أو مرَّتين في الإسبوع يُساعدُ لإزالة الشعراتِ الميتةِ مِنْه. الدلماسي رُبَّما تجد لهُ جلدُ «مُقشّرُ» أثناء شهورِ الشتاء عندما تقل الرطوبةِ. تكلّمْ مع طبيبك البيطرىَ لتَقْرير المعالجةِ لهذه الحالة. آذان الدلماسيِ رقيقة جداً وامداد الدَمّ لها فقير مقَارنَاً ببقيّة الجسمِ. يسبب هذاما يعرف باسم عضة ثلج إذا تْرَكُ بالخارج لمدّة طويلة في الطقسِ الباردِ.

## في الثقفات الشعبية

### كلب المطافئ
في الولايات المتحدة، استخدام لنقل سيارات الإطفاء التي تجرها الخيل، على الرغم من أنه من غير الواضح لماذا لم يتخذ هذا الرابط في بلدان أخرى. اليوم، الدلماسية بمثابة التميمة لمحطة الإطفاء، ويستخدم أحيانا لتثقيف الجمهور في السلامة من الحرائق، ولكن في أيام العربات التي تجرها الخيول قد قدموا خدمات جليلة، وجود تقارب لطبيعنها وطبيعت للخيول. فإنها تعمل جنبا إلى جنب مع الخيول، لم يعد استخدام الخيول شائعا الآن لكن مرقش فا بلي، والدليل علي ذلك في الولايات المتحدة مرقش لا يزال الحيوان المختار من قبل العديد من رجال الإطفاء حيوانات أليفة

## 101 مرقش
شهدت الدلماسية ارتفاعا كبيرا في نسبة مواليدها (جراء الدلماسي) عام 1956 نتيجة رواية مائة وواحد مرقش كتبه الكاتب البريطاني Dodie سميث، ويرجع ذلك في وقت لاحق اثنين من أفلام والت ديزني ديزني المتحركة classicreleased في عام 1961، وفي هام 1996 ولدت طبعة جديدة لروايه مرقش 101. في السنوات التي أعقبت الإفراج عن الفيلم الثاني، عانى جراء (مواليد)الدلماسي إلى حد كبير على يد مربي غير المسؤولين وأصحاب الخبرة. اشتريي العديد من المتحمسين مرقش لأطفالهم من دون تثقيف أنفسهم عن سلالة وتُخُلِّي عن المسؤوليات التي تأتي مع امتلاك مثل هذا الكلب ذات الطاقة العالية بأعداد كبيرة من قبل أصحابها الأصليين وغادر مع ملاجئ الحيوانات. ونتيجة لذلك، نشأت منظمات الإنقاذ الدلماسية يصل لرعاية الكلاب غير المرغوب فيها والعثور عليها منازل جديدة.

## معرض صور

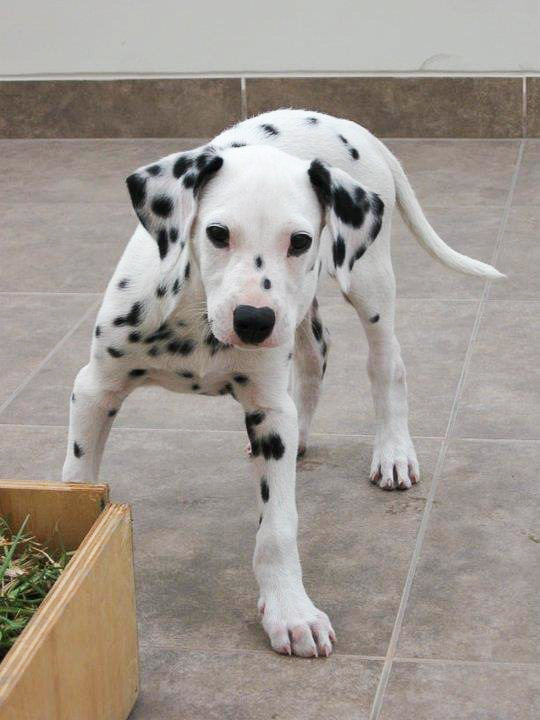
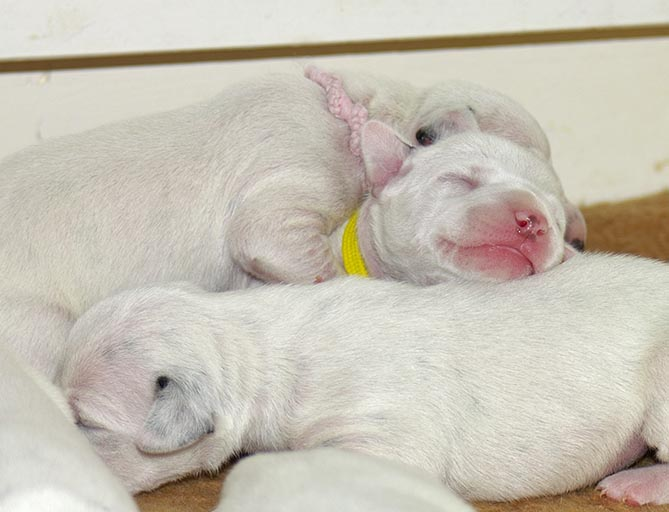
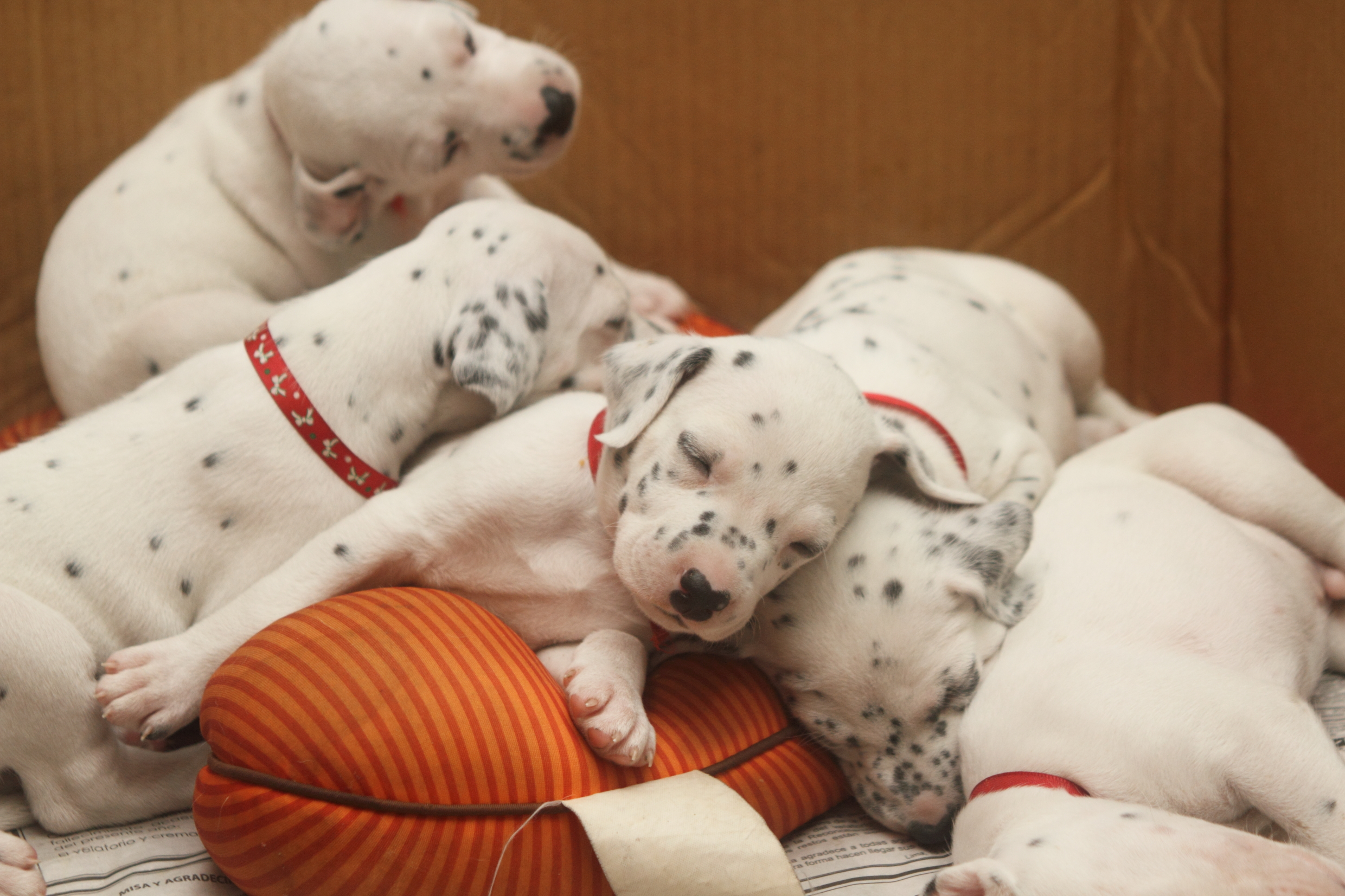
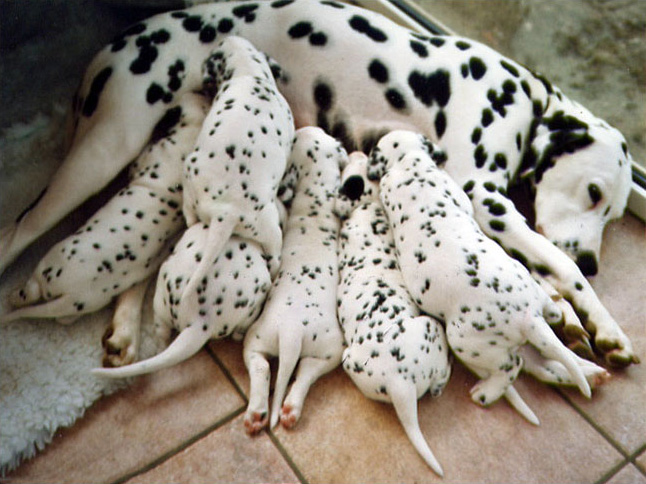